# 의붓가정
의붓가정(step family, blended family)은 두 번 이상 결혼을 하여 이루어진 가정을 말한다. 부모 중 적어도 한 쪽이 생물학적으로 낳은 아이를 갖지 않은 형태로 다른 한 쪽의 부모에게 입양의 형태로 나타난다. 결혼 하기 전에 가진 자녀를 결혼 이후에 가족으로 포함시키는 경우다. 방문권은 의붓가정에 있는 자녀가 생물학적 부모와 접촉할 수 있는 권리를 말한다. 여기서 자녀는 의붓자녀로 불리며, 부모는 의붓부모로 불린다.
많은 경우, 영화나 동화의 주제는 이런 의붓가정의 이야기를 모티브로 하고 있다. (예: 콩쥐팥쥐전, 장화홍련전, 백설공주, 신데렐라, 백조 왕자, 헨젤과 그레텔) 주로 계모 또는 계부가 의붓자녀를 학대하는 경우를 주로 다루고 있다. 여기서 생물학적으로 친자녀가 아닌 자녀, 즉 의붓자녀는 학대의 주로 대상이 된다.